# Breach (groupe)
Pour les articles homonymes, voir Breach.
Breach est un groupe suédois de post-hardcore. Il est formé en 1993 à Luleå. Leur premier album studio, Friction, est publié en 1995. Le groupe se sépare en 2001 après la sortie de son quatrième et dernier album studio, Kollapse.

## Biographie

### Débuts
Breach est formé en 1993 à Luleå. Deux des membres, Christian Andersson et Tomas Hallbom, jouaient dans le groupe Superdong, et décideront d'en former deux nouveaux après sa séparation. L'un s'appelle Fireside et l'autre Breach. La première apparition de Breach s'effectue avec Signed for Life sur la compilation Hardcore for the Masses Vol. 2. Puis ils publient leur premier EP, Outlines au label Burning Heart Records. À cette période, le groupe comprend Christian Andersson (basse), Jan Westerberg (batterie), Anders Ekström (guitare), Erik Carlsson (guitare) et Tomas Hallbom (chant).
Leur premier album studio, Friction, est publié l'année suivante. L'album est enregistré avec le producteur Fred Estby (Dismember), et s'oriente new school-hardcore et heavy metal. Pour la promotion de l'album, le groupe publie un EP quatre titres sans titres. Ils participent ensuite significativement à plusieurs compilations suivies, comme Cheap Shots Vol. 1 (1995). Le groupe fait également son premier concert au Hultsfredsfestivalen, où ils jouent Stora dans.
En 1996, le groupe sort son deuxième EP, Old Songs  vs. New Beats, produit par Gunnerfeldt.

### It's Me God
En 1997, Breach publie un deuxième album studio, It's Me God, caractérisé par une sonorité thrash metal, progressif et punk hardcore. L'album est enregistré et produit par Pelle Gunnerfeldt. Le groupe publie également un split-EP six titres Six Song Split-CD, avec le groupe belge Regression, puis apparait dans un certain nombre de compilations, comme Cheap Shots Vol. 3. Ils jouent de nouveau au Hultsfredsfestivalen, avec Stereo.

### Venom
Sur le nouvel album du groupe, Venom (2000), Breach change de style musical. L'album se caractérise par un son plus minimaliste et brutal que les albums précédents. Cela est en réalité dû aux changements de formation. Le guitariste Erik Carlsson est remplacé par Niklas Quintana, et le bassiste Christian Andersson par Magnus Höggren. Le batteur Jan Westerberg quitte également le groupe. Il est remplacé non pas par un mais par trois batteurs : Jejo Perković, Per Nordmark et Tomas Turunen. Ceux-ci se relayeront en jouant sur différentes pistes de l'album.
L'album est bien accueilli et salué par le magazine de musique britannique Kerrang!. L'album est également bien vendu et classé pendant un certain temps dans les classements Billboard. La version LP de Venom est publiée au label Trust No One Recordings, en parallèle à leur single 7" homonyme Breach. Une tournée européenne de cinq semaines s'ensuit avec Neurosis et Entombed.

### Kollapse
En 2001 sort leur quatrième album studio, Kollapse. L'album est marqué par un style à la Neurosis. Le genre oscille entre post-rock et heavy metal.
Avant l'album, le groupe effectue de nouveaux changements, comme avant Venom et Godbox. Tomas Turunen quitte le groupe et n'est pas remplacé. Le bassiste Kalle Nyman part aussi et est remplacé par Tomas Turunen. L'album fait aussi participer Patrik Instedt. Le groupe n'effectue que deux concerts en soutien à l'album. L'un d'entre eux s'effectue au Södra teatern de Stockholm. Peu de temps après la sortie de l'album, le groupe annonce sa séparation.

## Membres

### Derniers membres
- Tomas Hallbom – chant
- Anders Ekström – guitare
- Niklas Quintana – guitare
- Johan Gustafsson – basse
- Tomas Turunen – batterie
- Per Nordmark – batterie

### Anciens membres
- Magnus Höggren – basse
- Kalle Nyman – basse
- Jejo Perkovic – batterie
- Janne Westerberg – batterie
- Erik Carlsson – guitare
- Kristian Andersson – basse

## Discographie

### Albums studio
- 1995 : Friction
- 1997 : It's Me God
- 2000 : Venom
- 2001 : Kollapse

### EP
- 1994 : Outlines
- 1995 : EP six titres
- 1996 : Old Songs vs. New Beats
- 2002 : Godbox

### Apparitions
- 1993 : Signed for Life (Senseless Pride, Tears, Walls of Reality)
- 1994 : Hardcore for the Masses Vol. 2 (Potential Failure)
- 1994 : Teaching You No Fear (Fiction)
- 1995 : Cheap Shots Vol. 1 (Predict a Life, Despise the Fact, Public Holocaust)
- 1995 : Built to Rip (Almighty Generation)
- 1995 : A Journey into Sound Vol. 5 (Fiction)
- 1996 : Northcore - Where the Cold Things Are (View of Friendship, Senseless Pride)
- 1996 : Cheap Shots Vol. 2 (Almighty Generation, Flames)
- 1997 : Cheap Shots Vol. 3 (Replenish the Empty)
- 1997 : Stronger than Ever (Center)
- 1997 : Festival Sampler 1997 (Replenish the Empty)
- 1998 : Area 51 (Digital Zero/Overload) (Deadhead)
- 1998 : Still Screaming (Valid, Helldrivers)
- 1998 : Moondog Entertainment Presents Sweden Deluxe (Replenish the Empty)
- 1999 : Soundcheck #33 (Path of Conscience)
- 1999 : Hits Underground II (Deadheads)
- 2000 : Cheap Shots Vol. 4 (Path of Conscience)
- 2000 : Close-Up Made Us Do It (Path of Conscience)
- 2001 : Cheap Shots Vol. 5 (Common Day)
- 2001 : Soundcheck #49 (Lost Crew)
- 2002 : All Areas Vol. 23 (Lost Crew)
- 2007 : Svenska punkklassiker Vol. 2 (Replenish the Empty)